# FIBA EuroCup Challenge 2005-2006
La FIBA EuroCup Challenge 2005-2006 fu la 4ª edizione della FIBA EuroCup Challenge. La vittoria finale fu ad appannaggio dei russi dell'Ural Great Perm' sugli ucraini del Chimik Južnyj.

## Squadre partecipanti
| Paese       | Squadre | Squadre             | Squadre          | Squadre   |
| ----------- | ------- | ------------------- | ---------------- | --------- |
| Cipro       | 3       | APOEL               | Apollon Limassol | Keravnos  |
| Rep. Ceca   | 3       | A plus ŽS Brno      | Mlékárna Kunín   | Prostějov |
| Albania     | 1       | Valbona             |                  |           |
| Azerbaigian | 1       | Gala Baku           |                  |           |
| Austria     | 1       | Superfund Bulls     |                  |           |
| Croazia     | 1       | Dubrovnik           |                  |           |
| Danimarca   | 1       | Skovbakken          |                  |           |
| Finlandia   | 1       | Lappeenrannan NMKY  |                  |           |
| Grecia      | 1       | Olympia Larissa     |                  |           |
| Israele     | 1       | Elitzur Ashkelon    |                  |           |
| Islanda     | 1       | Keflavík ÍF         |                  |           |
| Lettonia    | 1       | Rīga                |                  |           |
| Paesi Bassi | 1       | Tulip EBBC          |                  |           |
| Portogallo  | 1       | CAB Madeira         |                  |           |
| Romania     | 1       | Poli Mobitelco Cluj |                  |           |
| Russia      | 1       | Ural Great Perm'    |                  |           |
| Svizzera    | 1       | Boncourt            |                  |           |
| Turchia     | 1       | Bandırma Banvit     |                  |           |
| Ucraina     | 1       | Chimik Južnyj       |                  |           |
| Ungheria    | 1       | Debreceni           |                  |           |

## Risultati

### Fase a gironi

#### Gruppo A
|    | Squadra         | G | V | P | PF  | PS  | Dif  | P.ti |
| -- | --------------- | - | - | - | --- | --- | ---- | ---- |
| 1. | Keravnos        | 4 | 3 | 1 | 318 | 271 | +47  | 7    |
| 2. | Olympia Larissa | 4 | 3 | 1 | 365 | 271 | +94  | 7    |
| 3. | Valbona         | 4 | 0 | 4 | 246 | 387 | -141 | 4    |

#### Gruppo B
|    | Squadra   | G | V | P | PF  | PS  | Dif | P.ti |
| -- | --------- | - | - | - | --- | --- | --- | ---- |
| 1. | Boncourt  | 4 | 3 | 1 | 355 | 332 | +23 | 7    |
| 2. | Debreceni | 4 | 3 | 1 | 353 | 341 | +12 | 7    |
| 3. | Prostějov | 4 | 0 | 4 | 326 | 361 | -35 | 4    |

#### Gruppo C
|    | Squadra            | G | V | P | PF  | PS  | Dif | P.ti |
| -- | ------------------ | - | - | - | --- | --- | --- | ---- |
| 1. | Lappeenrannan NMKY | 4 | 4 | 0 | 341 | 299 | +42 | 8    |
| 2. | Keflavík ÍF        | 4 | 1 | 3 | 354 | 373 | -19 | 5    |
| 3. | Rīga               | 4 | 1 | 3 | 336 | 359 | -23 | 5    |

#### Gruppo D
|    | Squadra     | G | V | P | PF  | PS  | Dif | P.ti |
| -- | ----------- | - | - | - | --- | --- | --- | ---- |
| 1. | CAB Madeira | 4 | 3 | 1 | 361 | 331 | +30 | 7    |
| 2. | Tulip EBBC  | 4 | 2 | 2 | 296 | 317 | -21 | 6    |
| 3. | Skovbakken  | 4 | 1 | 3 | 314 | 323 | -9  | 5    |

#### Gruppo E
|    | Squadra             | G | V | P | PF  | PS  | Dif | P.ti |
| -- | ------------------- | - | - | - | --- | --- | --- | ---- |
| 1. | APOEL               | 4 | 3 | 1 | 357 | 316 | +41 | 7    |
| 2. | Elitzur Ashkelon    | 4 | 2 | 2 | 336 | 350 | -14 | 6    |
| 3. | Poli Mobitelco Cluj | 4 | 1 | 3 | 316 | 343 | -27 | 5    |

#### Gruppo F
|    | Squadra         | G | V | P | PF  | PS  | Dif | P.ti |
| -- | --------------- | - | - | - | --- | --- | --- | ---- |
| 1. | Mlékárna Kunín  | 4 | 3 | 1 | 341 | 320 | +21 | 7    |
| 2. | Bandırma Banvit | 4 | 3 | 1 | 286 | 287 | -1  | 7    |
| 3. | Superfund Bulls | 4 | 0 | 4 | 282 | 302 | -20 | 4    |

#### Gruppo G
|    | Squadra          | G | V | P | PF  | PS  | Dif | P.ti |
| -- | ---------------- | - | - | - | --- | --- | --- | ---- |
| 1. | Apollon Limassol | 4 | 3 | 1 | 326 | 274 | +52 | 7    |
| 2. | Dubrovnik        | 4 | 2 | 2 | 313 | 320 | -7  | 6    |
| 3. | A plus ŽS Brno   | 4 | 1 | 3 | 277 | 322 | -45 | 5    |

#### Gruppo H
|    | Squadra          | G | V | P | PF  | PS  | Dif | P.ti |
| -- | ---------------- | - | - | - | --- | --- | --- | ---- |
| 1. | Ural Great Perm' | 4 | 4 | 0 | 358 | 303 | +51 | 8    |
| 2. | Chimik Južnyj    | 4 | 1 | 3 | 314 | 297 | +17 | 5    |
| 3. | Gala Baku        | 4 | 1 | 3 | 278 | 350 | -72 | 5    |

### Ottavi di finale
| Team #1          | Agg.      | Team #2            | Andata  | Ritorno |
| ---------------- | --------- | ------------------ | ------- | ------- |
| Olympia Larissa  | 159 - 145 | Boncourt           | 79-63   | 80-82   |
| Debreceni        | 127 - 116 | Keravnos           | 57-51   | 70-65   |
| Keflavík ÍF      | 177-213   | CAB Madeira        | 87-108  | 90-105  |
| Tulip EBBC       | 181 - 183 | Lappeenrannan NMKY | 104-102 | 77-81   |
| Elitzur Ashkelon | 187 - 179 | Mlékárna Kunín     | 95-103  | 92-76   |
| Bandırma Banvit  | 142 - 163 | APOEL              | 76-59   | 66-104  |
| Dubrovnik        | 177 - 197 | Ural Great Perm'   | 78-85   | 89-104  |
| Chimik Južnyj    | 196 - 152 | Apollon Limassol   | 110-76  | 86-76   |

### Quarti di finale
| Team #1          | Agg.      | Team #2            | Andata | Ritorno |
| ---------------- | --------- | ------------------ | ------ | ------- |
| Olympia Larissa  | 167 - 159 | CAB Madeira        | 90-64  | 77-95   |
| Debreceni        | 159 - 167 | Lappeenrannan NMKY | 88-73  | 71-94   |
| Elitzur Ashkelon | 136 - 175 | Ural Great Perm'   | 69-90  | 67-85   |
| APOEL            | 134 - 164 | Chimik Južnyj      | 82-71  | 52-93   |

### Semifinali
| Team #1         | Agg.      | Team #2            | Andata | Ritorno |
| --------------- | --------- | ------------------ | ------ | ------- |
| Chimik Južnyj   | 180 - 174 | Lappeenrannan NMKY | 88-61  | 71-49   |
| Olympia Larissa | 136 - 166 | Ural Great Perm'   | 71-81  | 65-85   |

### Finale
| Team #1       | Agg.      | Team #2          | Andata | Ritorno |
| ------------- | --------- | ---------------- | ------ | ------- |
| Chimik Južnyj | 147 - 154 | Ural Great Perm' | 67-80  | 80-74   |

| FIBA EuroCup Challenge 2005-2006 |
| -------------------------------- |
| Ural Great Perm' 1º titolo       |

## Squadra vincitrice
| N° | Naz.                            | Ruolo | Sportivo             |  | Alt. |  |
| -- | ------------------------------- | ----- | -------------------- |  | ---- |  |
| 4  | Bielorussia (bandiera)          | A     | Arsenij Kuchinskij   |  |      |  |
| 5  | Stati Uniti (bandiera)          | AC    | Derrick Alston       |  |      |  |
| 6  | Stati Uniti (bandiera)          | GA    | Terrell Lyday        |  |      |  |
| 7  | Slovenia (bandiera)             | AG    | Jurica Golemac       |  |      |  |
| 8  | Russia (bandiera)               | P     | Vjacheslav Shushakov |  |      |  |
| 9  | Russia (bandiera)               | G     | Egor Vjal'cev        |  |      |  |
| 10 | Russia (bandiera)               | P     | Vasilij Karasëv      |  |      |  |
| 11 | Russia (bandiera)               | C     | Aleksandr Deduškin   |  |      |  |
| 12 | Russia (bandiera)               | P     | Vadim Panin          |  |      |  |
| 13 | Bosnia ed Erzegovina (bandiera) | AP    | Jasmin Hukić         |  |      |  |
| 14 | Russia (bandiera)               | AG    | Andrej Truškin       |  |      |  |
| 15 | Russia (bandiera)               | G     | Artëm Kuzjakin       |  |      |  |
|    | Stati Uniti (bandiera)          | AG    | Andre Hutson         |  |      |  |
|    | Russia (bandiera)               | G     | Evgenij Kolesnikov   |  |      |  |
|    | Israele (bandiera)              | All.  | Sharon Drucker       |  |      |  |